# Crescentia portoricensis
Crescentia portoricensis là một loài thực vật có hoa trong họ Chùm ớt. Loài này được Britton mô tả khoa học đầu tiên năm 1916.